# Vendita al dettaglio

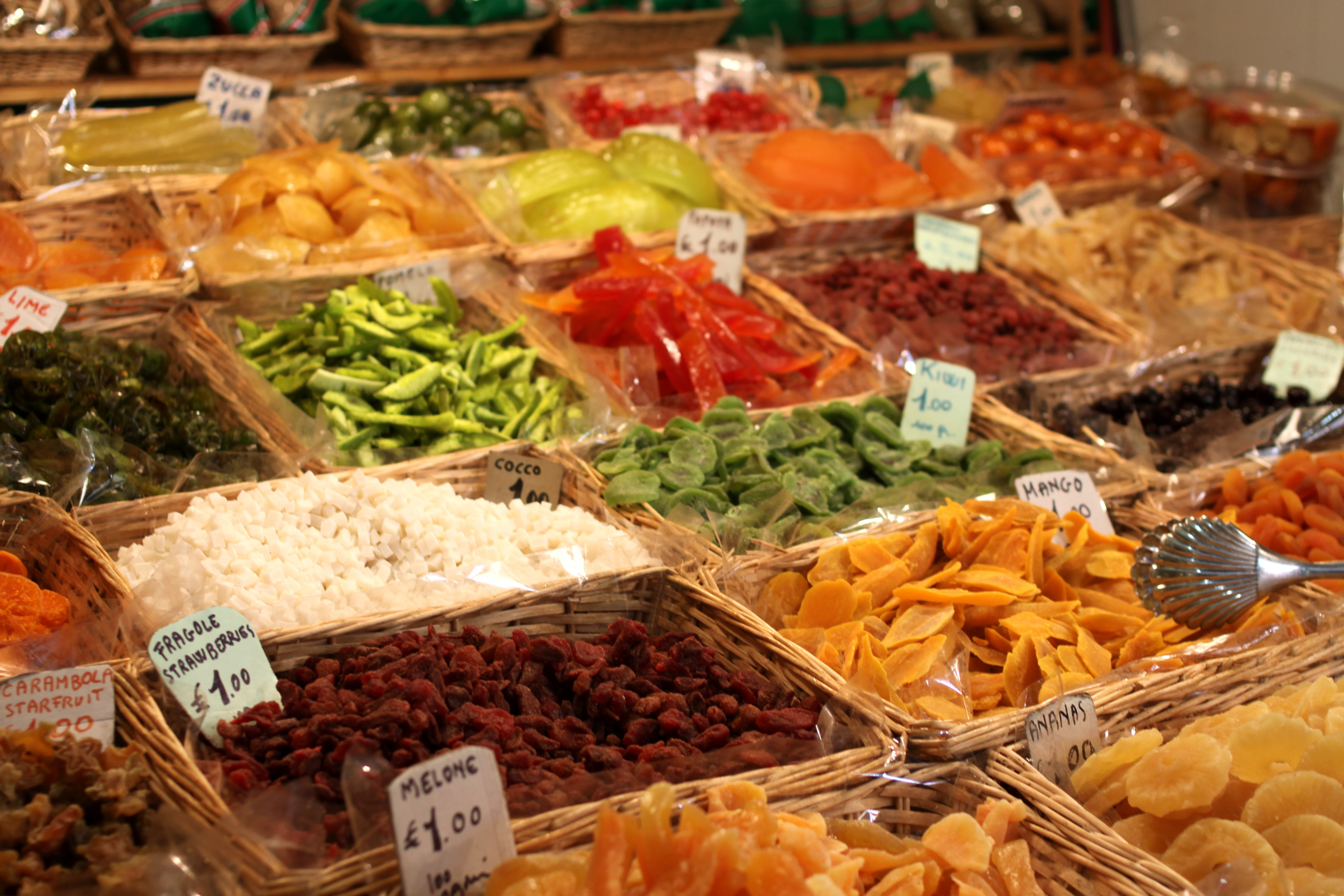
Vendita al dettaglio di frutta al Mercato Centrale di Firenze

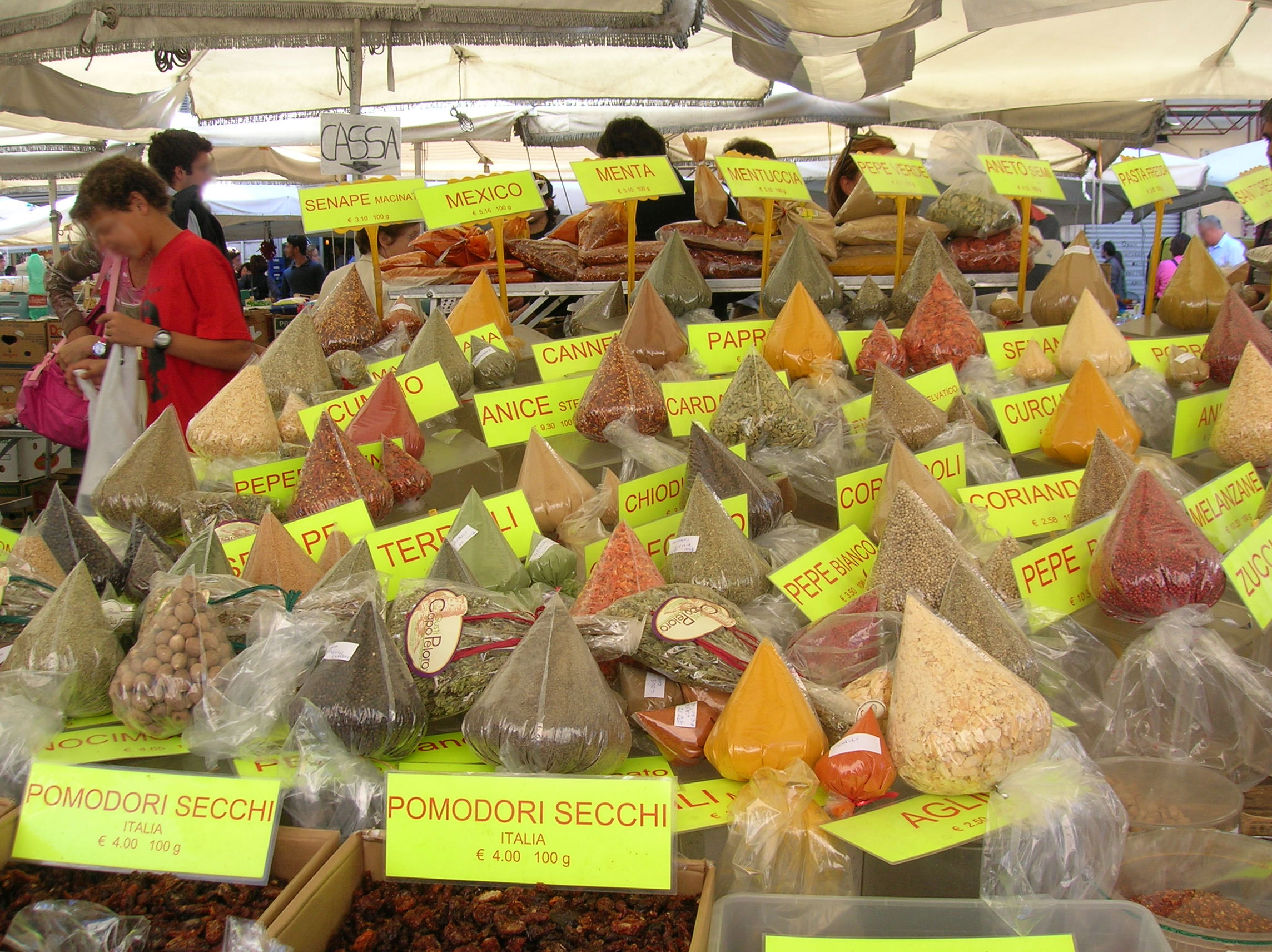
Spezie al mercato di Campo de' Fiori, Roma

La locuzione vendita al dettaglio o al minuto (in inglese retail sales o, per ellissi, semplicemente retail) è usata in ambito commerciale per indicare la vendita di prodotti al consumatore finale (ovvero al pubblico).

## Evoluzione storica
All'incirca a partire dal 2010, si è assistito al posizionamento nei punti vendita, di dispositivi interattivi digitali di nuova generazione (segnaletica digitale) che permettono un approccio più articolato e personalizzato con il cliente, oltre a veicolare messaggi promozionali in maniera multimediale.
Un'ulteriore innovazione nel campo della vendita al dettaglio è rappresentato dalla progressiva diffusione dei cosiddetti negozi a tempo (in inglese pop-up store, pop-up shop o temporary store), caratterizzati da aperture lampo e vendita di prodotti a edizione limitata.

## Descrizione
La vendita o somministrazione al dettaglio, costituisce l'ultimo anello della catena di distribuzione. Il venditore al dettaglio (negozio, supermercato, ecc.) acquista quantità, relativamente elevate, di merce dal produttore o da un grossista e rivende quantità più contenute ai consumatori per ottenere un profitto. La vendita al dettaglio può essere eseguita presso i punti di vendita o attraverso la consegna a domicilio. Esiste anche la vendita al dettaglio online, che sfrutta le moderne tecnologie del commercio elettronico per offrire ai consumatori una vasta selezione di prodotti. Questo tipo di commercio viene chiamato B2C (dall'inglese Business to Consumer).
Sovente, quando il rivenditore al dettaglio è una grande catena, il suo fornitore diretto può essere anche un'impresa di distribuzione (a volte di dimensione multinazionale, quindi un grossista importatore), specie per taluni tipi di prodotto (elettronica/informatica e abbigliamento, soprattutto). Invece, per altre (alimentari) è tipico che si salti la catena e ci si approvvigioni dal produttore, specie per il "fresco". Il ruolo del dettagliante è quello di organizzare al meglio la vendita, facendo in modo di combinare tra loro fattori come: disponibilità di magazzino, prezzo concorrenziale, ampiezza della gamma di articoli proposti, rotazione delle scorte, differenziazione rispetto alla concorrenza, specie di diversa segmentazione.
Oltre alla vendita o somministrazione nel senso proprio dei termini, il retail è anche relativo alla erogazione di attività in favore dell'utilizzatore di un prodotto o servizio (es. la riparazione del PC domestico).

## Tipologia
La vendita al dettaglio, viene solitamente suddivisa in tre grandi settori:
- Prodotti alimentari - comprende tutti i generi necessari alla nutrizione dell'essere vivente. Solitamente il rivenditore al dettaglio dispone di impianti frigoriferi per la conservazione di cibo e bevande.
- Beni di consumo durevoli - comprende elettrodomestici, mobili, stoviglie e altri beni che possono essere utilizzati più volte nel tempo, soggetti ad un lento deterioramento.
- Beni di consumo - include vestiti e altri beni che possono essere utilizzati più volte nel tempo, ma soggetti ad un veloce deterioramento (solitamente sotto i sei anni).[3]

## Aspetti correlati

### Informatica
Nel settore del software la dizione retail si usa per intendere che il prodotto è acquisito presso il produttore del software (o presso un venditore autorizzato), perché sia liberamente impiegato su qualsiasi dispositivo (ovviamente compatibile). Questo a differenza di una licenza software di tipo OEM che invece è legata ad una specifica matricola di apparecchiatura ed è acquistata dal costruttore originale del dispositivo, non dall'utente (come nel caso del retail).

### Loshopping
La vendita al dettaglio, nel corso degli anni, ha dato origine allo shopping. Quest'ultimo consiste nell'attività di girare per i negozi, attuando un confronto tra i prodotti offerti, al fine di trovare quello più adatto alle proprie esigenze e con il prezzo più accessibile.

## Più grandi catene di distribuzione al dettaglio nel mondo
| I più grandi dettaglianti al mondo | I più grandi dettaglianti al mondo | I più grandi dettaglianti al mondo |
| Posizione                          | Azienda                            | Paese di origine                   |
| ---------------------------------- | ---------------------------------- | ---------------------------------- |
| 1                                  | Walmart                            | Stati Uniti                        |
| 2                                  | Amazon                             | Stati Uniti                        |
| 3                                  | Schwarz Gruppe                     | Germania                           |
| 4                                  | Carrefour                          | Francia                            |
| 5                                  | Ahold Delhaize                     | Paesi Bassi                        |